# Gmelina elliptica
Gmelina elliptica là một loài thực vật có hoa trong họ Hoa môi. Loài này được Sm. mô tả khoa học đầu tiên năm 1810.

## Hình ảnh

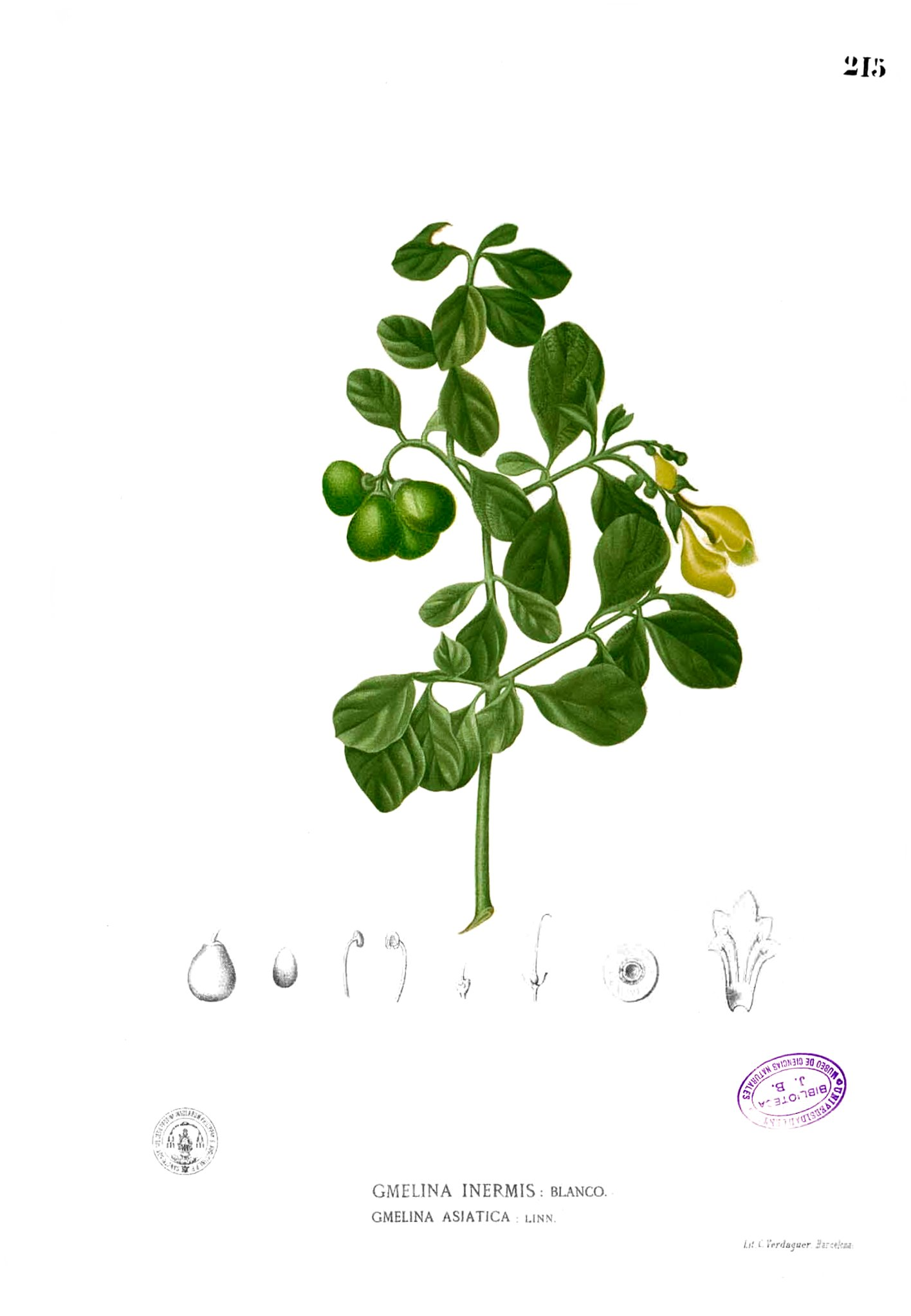
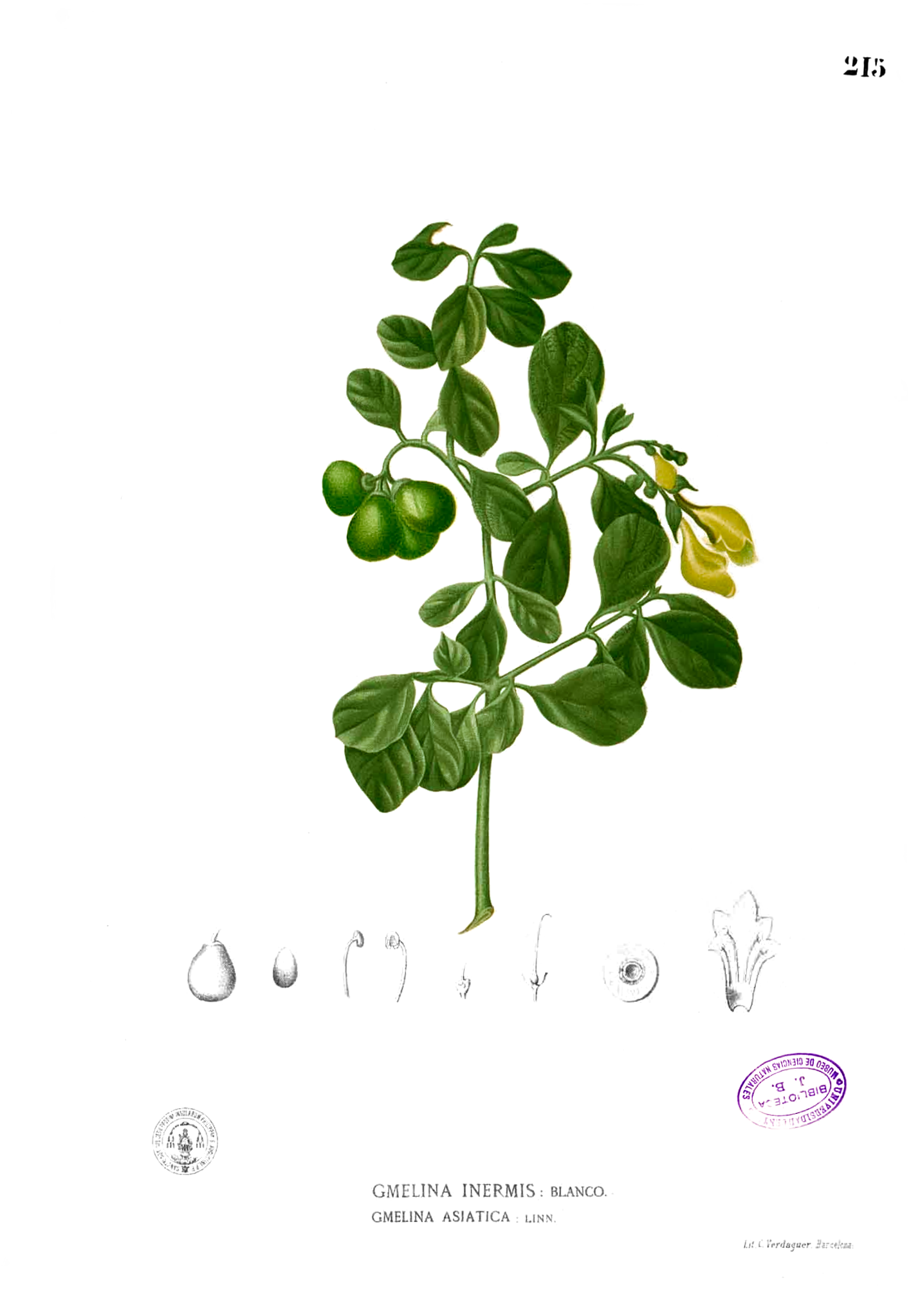